# インディスペンサブル礁
座標: 南緯12度40分 東経160度25分 / 南緯12.667度 東経160.417度

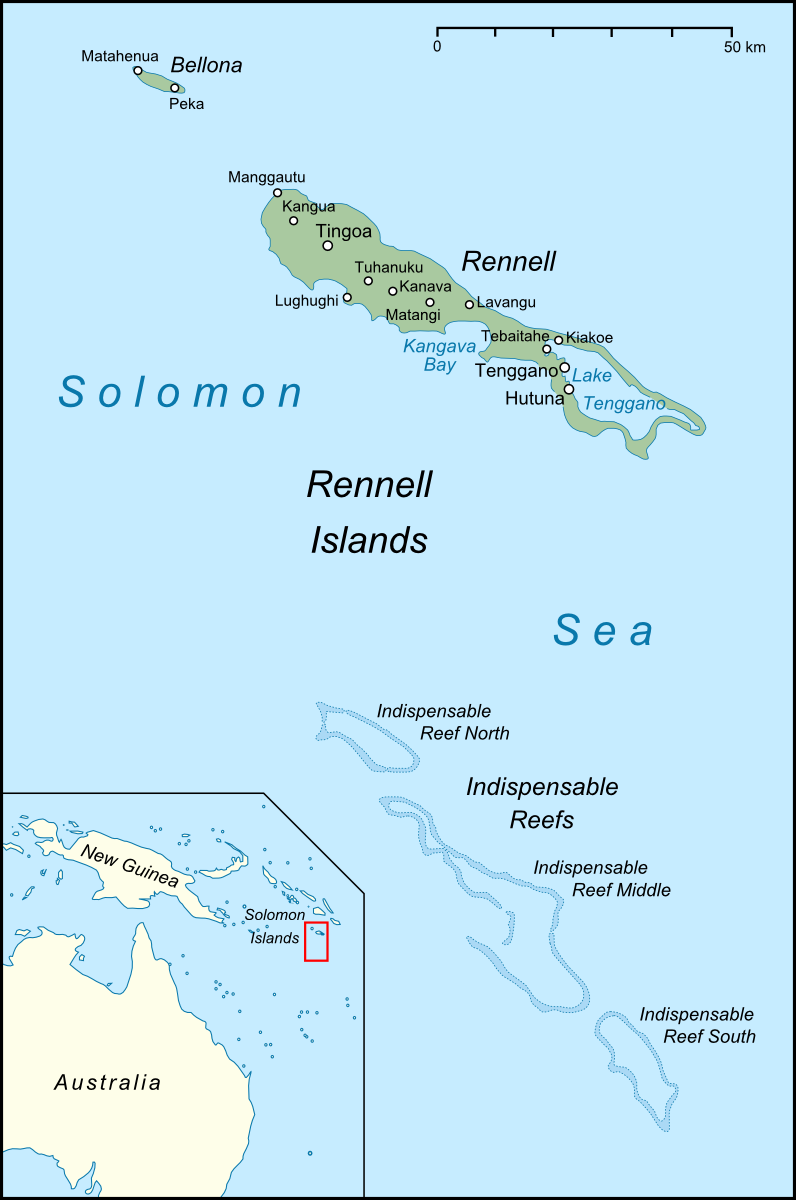
レンネル諸島の地図

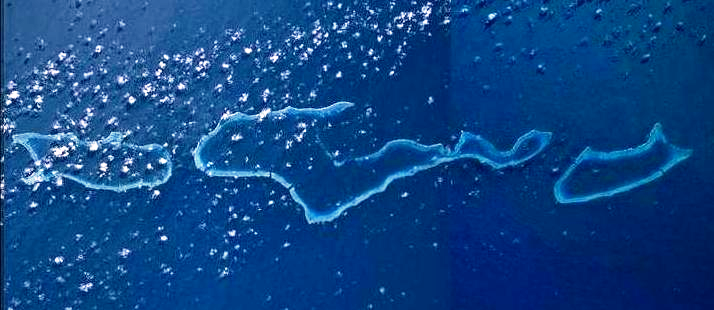
3つの環礁のNASAの写真、北環礁が右に写っている

インディスペンサブル礁（英語: Indispensable Reefs）は珊瑚海の大規模な環礁群。環礁はソロモン諸島国のレンネル・ベローナ州に属している。

## 概要
おおよそレンネル島から50km程南にあり、レンネルトラフで隔てられている。北西から南東に114km程の長さで連なっており、平均の幅は18km程である。北環礁、中環礁、南環礁の3環礁があり、それぞれが珊瑚礁で囲まれた険しく深い礁湖を持っている。それぞれの環礁の間は2-3kmの深い水路で隔てられている。
北環礁は18km程の長さで、幅は7km程である環礁の北と北東には水路がある。礁湖と珊瑚の平坦面を合わせた環礁の合計面積は100km2程である。中環礁は51kmの長さであり、ノッティンガム島と呼ばれる小島が環礁中部に存在する。中環礁の中央部はくびれており、礁湖は北西部と南東部に分かれている。合計の面積は300km2ほどである。南環礁は21km程の長さであり幅は最大8km程である。18mから35mほどの深い環礁を囲んでおり、合計面積は100km2ほどである。

## 歴史
1868年にネプチューン号が同環礁で座礁し失われており、乗員が"SS Boomerang"によって救助されている。
第2次世界大戦の中1942年（昭和17年）5月7日の珊瑚海海戦で、日本海軍の空母「翔鶴」（第五航空戦隊）から発進し偵察飛行を行っていた九七式艦上攻撃機2機（EI-306とおそらくEI-302）が燃料不足によって不時着したとされる。搭乗員は機動部隊から派遣された駆逐艦「有明」（第27駆逐隊）に救助された。
1980年代、ソロモン諸島政府はインディスペンサブル礁で群生するシャコガイの密漁を行っていた台湾船を逮捕した。また、水生動物取引のために珊瑚と絶滅危惧種の魚類も収奪されている。

## 註
1. ↑  “Sector 7. The Solomon Islands—East Part” (PDF). Publication 126.   nss.nima.mil. pp. 183-201 (undated). 2014年6月6日閲覧。
2. ↑  LUNDSTROM, John B. The First Team: Pacific Naval Air Combat from Pearl Harbor to Midway. Annapolis, Maryland : Naval Institute Press, 2005. ISBN 1-59114-471-X. page 205
3. ↑  #戦史叢書南東方面海軍作戦(1)278頁